# My Son, My Son!
My Son, My Son! (Brasil: Meu Filho, Meu Filho! / Portugal: Meu Filho e Meu Rival) é um filme norte-americano de 1940, do gênero drama, dirigido por Charles Vidor e estrelado por Madeleine Carroll e Brian Aherne.

## Sinopse
Reino Unido, entre o final da Era Vitoriana e a Primeira Guerra Mundial. William Essex, vindo de família pobre, torna-se rico escritor de sucesso. Ele deseja que seu filho Oliver usufrua dos benefícios que a riqueza e a cultura possibilitam—e que ele nunca teve. Oliver, entretanto, não passa de uma pessoa mimada e cruel, que destrói a jovem Maeve, filha de Dermot O'Riorden, o melhor amigo de William. Se não bastasse, ele ainda tenta roubar do pai o amor da artista Livia Vaynol. Numa reversão de expectativas, porém, Oliver encontra a redenção (e, por conseguinte, o respeito paterno) ao morrer heroicamente na Flandres.

## Premiações
| Patrocinador                                  | Prêmio | Categoria                               | Situação |
| --------------------------------------------- | ------ | --------------------------------------- | -------- |
| Academia de Artes e Ciências Cinematográficas | Oscar  | Melhor Direção de Arte (preto e branco) | Indicado |

## Elenco
| Ator/Atriz           | Personagem       |
| -------------------- | ---------------- |
| Madeleine Carroll    | Livia Vaynol     |
| Brian Aherne         | William Essex    |
| Louis Hayward        | Oliver Essex     |
| Laraine Day          | Maeve O'Riorden  |
| Henry Hull           | Dermot O'Riorden |
| Josephine Hutchinson | Nellie Essex     |
| Sophie Stewart       | Sheila O'Riorden |
| Scotty Beckett       | Oliver (criança) |
| Brenda Henderson     | Maeve (criança)  |
| May Beatty           | Annie            |